# 겅뱌오
겅뱌오(중국어: 耿飚, 병음: Gěng Biāo; 1909년 8월 26일 – 2000년 6월 23일)는 중국공산당 (CCP)의 고위 관리이자 중국 정치, 외교, 군사 분야의 지도자였다.

## 어린 시절
겅뱌오는 중국 후난성 리링시에서 태어났다.
1922년, 겅뱌오는 중국 헝양시 남쪽의 수이커우산에 있는 납-아연 광산에서 아동 노동자로 일했다.
겅뱌오는 1925년 수이커우산에서 중국공산주의청년단에 가입했다. 1926년에는 광부들의 군사 작전을 이끌었으나 실패했다. 그 후 1928년 류양시에서 민병대를 조직하여 이끌었다. 같은 해 8월, 그는 중국공산당에 가입했다.

## 군 경력

### 홍군
1930년 9월, 그의 병력은 홍군의 제1군집단 제3군에 합류했고 그는 제3군의 제9사단 참모가 되었다. 1933년, 그는 홍군 제1전선군 제2사단 제4연대장이 되었다. 1934년 10월 10일, 그는 제2사단의 선발대로서 장정에 착수했고, 1935년 초 구이저우성의 러우산관에 있는 중요한 군사 요새를 점령했다. 그 결과 그는 쭌이 회의 이후 홍군 제1전선군 제1사단 참모장으로 승진했다. 북산시성 (섬서성)에 도착한 후 전투 중 심각한 부상을 입었다. 1936년, 그는 중화인민항일군사정치대학교를 졸업하고 홍군 제4전선군 제4군 참모장으로 임명되었다. 제4군은 장궈타오의 지휘 아래 막 북산시성에 도착했고, 겅뱌오는 부대를 통제했다.

### 중일 전쟁

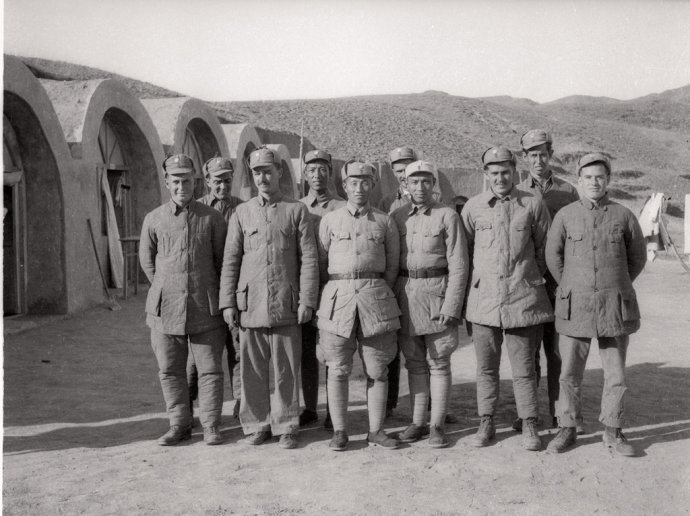
1945년 2월, 허베이성 먀오타이촌에서 청쯔화, 탕옌제, 미국 대표단과 함께한 겅뱌오 (뒷줄 왼쪽에서 두 번째).

중일 전쟁 발발 후, 그는 팔로군 제129사단 제385여단의 참모장, 부대장, 부정치위원이 되었다. 그의 군대는 동간쑤성을 점령했고, 산시-간쑤-닝샤 지역의 서쪽 국경 안전을 책임졌다. 그는 중국공산당 중앙당교에 입학했다. 졸업 후 진차지 지역으로 가서 그곳의 군사 지도자가 되었다. 그는 1945년 그의 군대를 이끌고 장자커우시를 점령했다.

### 중국 내전
1946년, 겅뱌오는 예젠잉과 함께 조지 마셜 장군이 중국 공산당과 국민당 간의 내전 발발을 막고 촉진하기 위해 시작한 베이핑 군사 조정 위원회에 참여했다. 겅뱌오는 중국공산당 대표단의 부참모장이었다. 조정이 실패한 후, 그는 진차지 지역으로 돌아와 군사 지역의 야전군 참모장이 되었다. 1948년, 그는 화베이 군사 지역 제2군단 부사령관으로 임명되었다. 그는 핑진 전역과 타이위안시 함락 전투에 참전했다.

## 정치 경력

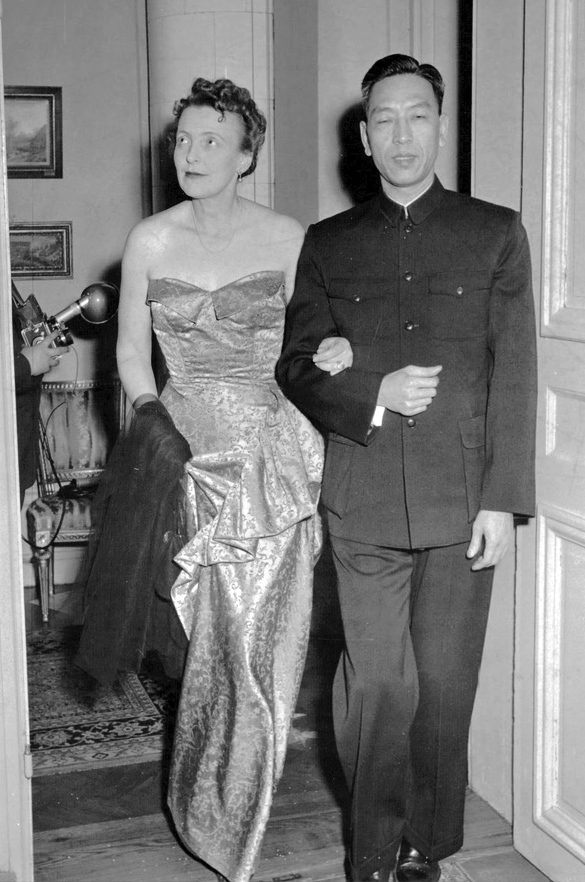
1955년 2월 19일 블라시홀멘의 외교 만찬에서 스웨덴 외교부 차관 리프 벨프라게(Leif Belfrage)의 부인 그레타 벨프라게(Greta Belfrage)와 함께한 겅뱌오

중화인민공화국 건국 후, 겅뱌오는 1950년 5월 9일 스웨덴 대사, 덴마크 및 핀란드 공사로 임명되었다. 그는 또한 파키스탄, 미얀마 및 알바니아 대사를 역임했다. 1971년 중국으로 돌아와 중국공산당 중앙외교연락부장이 되어 외국 정당과의 중국공산당 관계를 담당했다.
1976년 10월 6일, 그는 사인방에 대한 쿠데타 동안 베이징시의 방송 및 TV 방송국을 통제하라는 명령을 받았다. 그 후, 그는 중국공산당의 선전 노력을 감독했다. 1978년, 그는 외교, 군수 산업, 민간 항공 및 관광을 담당하는 국무원 부총리로 임명되었다. 1979년 1월, 그는 중국공산당 중앙군사위원회의 비서장 겸 상무위원이 되었다. 이 기간 동안 시진핑은 겅뱌오의 세 비서 중 한 명이었다. 1980년 겅뱌오가 미국을 방문했을 때, 시진핑은 펜타곤, 진주만 해군 기지, 포트 브래그를 방문하고 키티호크급 항공모함에 탑승하여 미국 군사력을 직접 보았다.
1981년, 그는 원수 계급을 받지 않은 최초의 중화인민공화국 국방부장이 되었으며, 이전 전투 경험에도 불구하고 군사 계급을 받지 않은 유일한 인물이었다. 그는 다음 해에 국방부장 직을 교체하고 국무위원이 되었다. 1983년, 그는 전국인민대표대회 상무위원회 부위원장과 전국인민대표대회 외교 위원회 주임이 되었다. 그는 또한 중국공산당 고위 자문 위원회 상무위원이었다. 그는 1등 적성훈장을 받았다.
그는 2000년 6월 23일 베이징에서 사망했다. 말년에 그는 당 간부들에게 "만약 어느 날 당신이 유죄 판결을 받는다면, 당신이 통치하는 사람들이 당신을 구하기 위해 얼마나 노력할 것인가?"라는 겅뱌오 질문을 제시한 것으로 알려져 있다.